# Junior Miss
Junior Miss is een Amerikaanse filmkomedie uit 1945 onder regie van George Seaton.

## Verhaal
Het New Yorkse tienermeisje Judy Graves bemoeit zich graag met het liefdesleven van de mensen in haar omgeving. Ze zet daardoor het huishouden op zijn kop en haar vader wordt zelfs ontslagen, nadat ze haar oom Willis heeft gekoppeld aan de dochter van diens chef.

## Rolverdeling
| Acteur            | Personage            |
| ----------------- | -------------------- |
| Peggy Ann Garner  | Judy Graves          |
| Stephen Dunne     | Willis Reynolds      |
| Allyn Joslyn      | Harry Graves         |
| Faye Marlowe      | Ellen Curtis         |
| Mona Freeman      | Lois Graves          |
| Sylvia Field      | Mevrouw Graves       |
| Barbara Whiting   | Fuffy Adams          |
| Stanley Prager    | Joe                  |
| John Alexander    | J.B. Curtis          |
| Connie Gilchrist  | Hilda                |
| Scotty Beckett    | Haskell Cummings jr. |
| Alan Edwards      | Haskell Cummings sr. |
| Dorothy Christy   | Mevrouw Cummings     |
| William Frambes   | Merrill Feuerbach    |
| Ray Klinge        | Donald Parker        |
| Mickey Titus      | Tommy Arbuckle       |
| Mel Tormé         | Sterling Brown       |
| Eddy Hudson       | Albert Kunody        |
| Lillian Bronson   | Meid                 |
| Tommy Mack        | Reclameschilder      |
| William Henderson | Barlow Adams         |
| Howard Negley     | Arts                 |
| Ruth Rickaby      | Verkoopster          |
| Ruby Dandridge    | Rheba                |